# Petr Forejt
Petr Forejt (Praga, 18 de fevereiro de 1968) é um engenheiro de som checo. Como reconhecimento, foi nomeado ao Oscar 2009 na categoria de Melhor Mixagem de Som por Wanted.